# Gran Premio di Città del Messico
Il Gran Premio di Città del Messico (in spagnolo: Gran Premio de la Ciudad de México) è una gara automobilistica di Formula 1 che si svolge dal 2021 all'Autodromo Hermanos Rodríguez, già sede in passato del Gran Premio del Messico.

## Storia
Il debutto del Gran Premio di Città del Messico risale al campionato mondiale di Formula 1 2020, quando gli organizzatori dell'evento e Liberty Media raggiunsero un accordo per il rinnovo del contratto e per la ridenominazione del Gran Premio del Messico in quello della città ospitante, capitale del Paese. Le difficoltà economiche manifestate, che avevano fatto temere per il rinnovo già dall'anno venturo, vengono superate grazie ad una cordata di imprenditori che supportano l'accordo. Il nuovo cambio di denominazione viene stabilito per sottolineare il sostegno fornito dal governo di Città del Messico. A causa delle problematiche dettate dalla pandemia di COVID-19, la Formula 1 non poté spostarsi oltre oceano, costringendo la Federazione ad annullare il Gran Premio, posticipando quindi il suo debutto alla stagione 2021. Nella stagione 2022 il Gran Premio è rinnovato fino al 2025. L'edizione del 2024 stabilisce il nuovo record di presenze con 404 958 spettatori, battendo il record precedente di 400 639 spettatori registrato nell'edizione del 2023.

## Albo d'oro
| Anno | Circuito          | Pilota           | Vettura             | Resoconto     |
| ---- | ----------------- | ---------------- | ------------------- | ------------- |
| 2020 | Non disputato     | Non disputato    | Non disputato       | Non disputato |
| 2021 | Città del Messico | Max Verstappen   | Red Bull-Honda      | Resoconto     |
| 2022 | Città del Messico | Max Verstappen   | Red Bull-RBPT       | Resoconto     |
| 2023 | Città del Messico | Max Verstappen   | Red Bull-Honda RBPT | Resoconto     |
| 2024 | Città del Messico | Carlos Sainz Jr. | Ferrari             | Resoconto     |

## Statistiche
Le statistiche si riferiscono alle sole edizioni valide per il campionato del mondo di Formula 1 e sono aggiornate al Gran Premio di Città del Messico 2024.

### Vittorie per pilota
| Pos. | Pilota           | Vittorie |
| ---- | ---------------- | -------- |
| 1    | Max Verstappen   | 3        |
| 2    | Carlos Sainz Jr. | 1        |

### Vittorie per costruttore
| Pos. | Costruttore | Vittorie |
| ---- | ----------- | -------- |
| 1    | Red Bull    | 3        |
| 2    | Ferrari     | 1        |

### Vittorie per motore
| Pos. | Motore  | Vittorie |
| ---- | ------- | -------- |
| 1    | RBPT    | 2        |
| 2    | Honda   | 1        |
| =    | Ferrari | 1        |

### Pole position per pilota
| Pos. | Pilota           | Pole |
| ---- | ---------------- | ---- |
| 1    | Valtteri Bottas  | 1    |
| =    | Max Verstappen   | 1    |
| =    | Charles Leclerc  | 1    |
| =    | Carlos Sainz Jr. | 1    |

### Pole position per costruttore
| Pos. | Costruttore | Pole |
| ---- | ----------- | ---- |
| 1    | Ferrari     | 2    |
| 2    | Mercedes    | 1    |
| =    | Red Bull    | 1    |

### Pole position per motore
| Pos. | Motore   | Pole |
| ---- | -------- | ---- |
| 1    | Ferrari  | 2    |
| 2    | Mercedes | 1    |
| =    | RBPT     | 1    |

### Giri veloci per pilota
| Pos. | Pilota          | GPV |
| ---- | --------------- | --- |
| 1    | Valtteri Bottas | 1   |
| =    | George Russell  | 1   |
| =    | Lewis Hamilton  | 1   |
| =    | Charles Leclerc | 1   |

### Giri veloci per costruttore
| Pos. | Costruttore | GPV |
| ---- | ----------- | --- |
| 1    | Mercedes    | 3   |

### Giri veloci per motore
| Pos. | Motore   | GPV |
| ---- | -------- | --- |
| 1    | Mercedes | 3   |
| 2    | Ferrari  | 1   |

### Podi per pilota
| Pos. | Pilota           | Podi |
| ---- | ---------------- | ---- |
| 1    | Lewis Hamilton   | 3    |
| =    | Max Verstappen   | 3    |
| 3    | Sergio Pérez     | 2    |
| =    | Charles Leclerc  | 2    |
| 5    | Carlos Sainz Jr. | 1    |
| =    | Lando Norris     | 1    |

### Podi per costruttore
| Pos. | Costruttore | Podi |
| ---- | ----------- | ---- |
| 1    | Red Bull    | 5    |
| 2    | Mercedes    | 3    |
| =    | Ferrari     | 3    |
| 4    | McLaren     | 1    |

### Podi per motore
| Pos. | Motore   | Podi |
| ---- | -------- | ---- |
| 1    | Mercedes | 4    |
| 2    | Ferrari  | 3    |
| =    | RBPT     | 3    |
| 4    | Honda    | 2    |

### Punti per pilota
| Pos. | Pilota           | Punti |
| ---- | ---------------- | ----- |
| 1    | Max Verstappen   | 83    |
| 2    | Lewis Hamilton   | 67    |
| 3    | Carlos Sainz Jr. | 55    |
| 4    | Charles Leclerc  | 49    |
| =    | Lando Norris     | 31    |
| =    | George Russell   | 31    |
| 7    | Sergio Pérez     | 30    |
| 8    | Pierre Gasly     | 13    |
| 9    | Daniel Ricciardo | 12    |
| 10   | Oscar Piastri    | 8     |

### Punti per costruttore
| Pos. | Costruttore  | Punti |
| ---- | ------------ | ----- |
| 1    | Red Bull     | 113   |
| 2    | Ferrari      | 104   |
| 3    | Mercedes     | 98    |
| 4    | McLaren      | 45    |
| 5    | AlphaTauri   | 18    |
| 6    | Alpine       | 8     |
| 7    | Haas         | 6     |
| 8    | Aston Martin | 6     |
| 9    | Alfa Romeo   | 5     |
| 10   | Williams     | 2     |

### Punti per motore
| Pos. | Motore   | Punti |
| ---- | -------- | ----- |
| 1    | Mercedes | 151   |
| 2    | Ferrari  | 117   |
| 3    | RBPT     | 79    |
| 4    | Honda    | 52    |
| 5    | Renault  | 8     |